# 地下水
地下水（英語：Groundwater）顧名思義，就是地面以下的水，是贮存于地面以下岩石裂縫和土壤空隙中的水，按形態分为气态水、吸着水、薄膜水、毛细管水、重力水、固态水等。
地下水一般是硬水，現在可行抽水深度以上水量约为4,200,000立方千米，通过水循环与其他水体交换，在地表下亦緩慢移動。地下水水量稳定，很少受气候影响，污染程度低，可作为居民生活用水、工业用水以及农业灌溉水源。此外，地下水也是生态环境的重要因素和一种活跃的地质营力与信息载体。

## 分類
根據埋藏條件可把地下水分爲包氣帶水、潛水、上层滞水和承壓水等。根据含水介质可以划分为孔隙水、裂隙水和岩溶水（喀斯特水）。

## 补给和排泄
地下水补给是指饱水带获得水量的过程，水量增加的同时，盐量、能量等也随之增加。地下水补给主要包括大气降水入渗补给、地表水补给、凝结水补给、含水层之间的补给及其他来源补给。

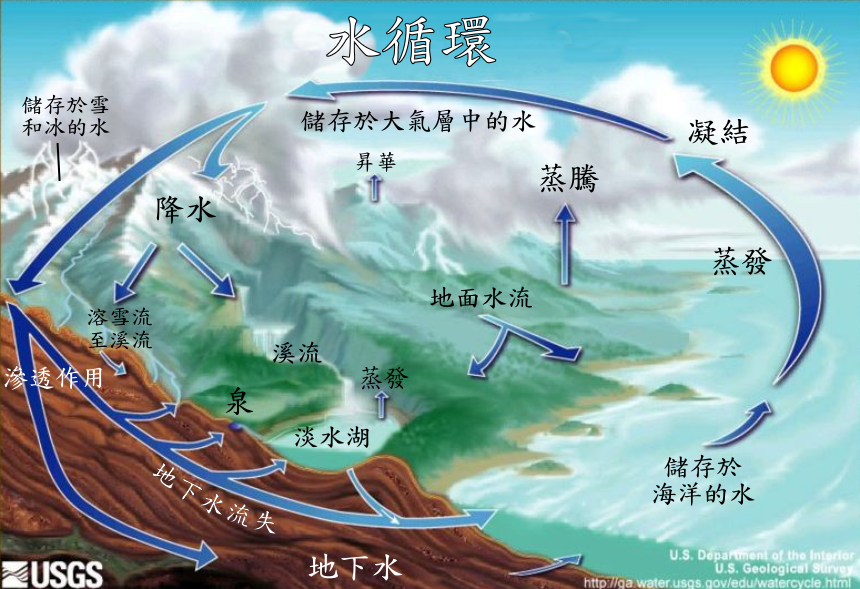
水循環

地下水排泄是指饱水带减少水量的过程，水量减少的同时，盐量、能量等也随之减少。地下水通过泉、向地表水泄流、土面蒸发、叶面蒸腾等方式，实现天然排泄；通过井孔、排水渠道、坑道等设施，进行人工排泄。

## 特征

### 深度
- 埋藏深度：指从地面到潜水面的深度，对于承压水则为从地面到承压含水层顶面的深度；若地下水埋藏深度较浅，容易引起土壤盐渍化和沼泽化；埋藏深度较深则对开采不利。
- 临界深度：指干旱季节，不至于引起耕层土壤积盐的地下水埋藏深度；是盐渍化地区确定排水沟深度的依据；其值等于土壤毛细管水强烈上升高度与作物主要根系分布层厚度之和。

### 年龄
地下水年龄是水渗入地下经过的时间，与地下水形成密切相关；通常根据放射性同位素的衰变速率进行测定，常用的同位素有氚和碳-14等，氚法适用于较浅、较年轻（一般在50年以内）的地下水，碳法能测定的最大年龄为4～5万年。

## 保護不當

### 超採
一些地区（如中国大陸的华北平原等地，台灣的彰雲嘉屏一帶）过量开采地下水，造成地层下陷，某些沿海地区还造成海水渗入，造成地下水盐碱化。美國各州幾乎都面臨地層下陷的問題，這是由於美國超抽地下水的情形相當普遍，例如 San Joaquin河谷因抽取深層地下水供應農田灌溉，1920年至1969年期間地下水位下降達137公尺。
此外，过度使用地下水造成地下水位下降，会使河水断流，水源枯竭，甚至造成地裂缝，以及地下水污染、土壤盐渍化、湿地消失，植被退化，土地沙化，且造成土地防洪以及調節的功能喪失等环境问题。地下水资源比地表水容易受到污染而又难以恢复，所以要保护地下水资源。

### 污染
由于人类活动引起的工业废水、废渣、生活污水、垃圾的任意排放和化肥、农药的过度使用等因素，造成有害组分大量侵入含水层，使水质恶化；污染物是否能进入含水层取决于地质、水文条件；地下水污染不易清除，不像地表水那样，即便清除污染源，也不可能在短时期内净化，污染可持续相当长时间，自然净化期长达数百年以上；污染后再治理相当困难。
1940年，美國國防部於密蘇里州附近聖路易斯（St. Louis）的Weldon Spring地區開闢TNT炸藥生產工廠，大量的污染物流入地下水層，至今Weldon Spring仍是廢區。1947年至1952年，紐約州尼亞加拉瀑布城的胡克电子化工公司把有2萬公噸含二噁英和苯工业废料排入臘夫運河（Love Canal），臘夫運河被填埋後轉贈給了當地的教育機構，这一带出現大量住宅，從1977年的一场暴雨后開始，當地常出現孕妇流产、畸形兒，1987年以後含有氯仿（CHCl3）、三氯酚（C6H3Cl3O）、二溴甲烷（CH2Br2）的黑色液体从地下渗出地面，引起了人們的恐慌，從而迫使当地 2000多户居民迁离，史稱“拉芙运河事件”。

## 危害

### 侵蚀性
地下水对建筑物有侵蚀能力，当地下水中含有过多二氧化碳时，一部分二氧化碳会和混凝土中的碳酸钙起反应，形成重碳酸钙溶入水中，引起混凝土的破坏；地下水中的硫酸根离子和混凝土起反应，能生成硫酸钙铝或石膏，体积膨胀使混凝土胀裂；而含有游离硫酸或游离氧的地下水对钢筋有腐蚀作用。

### 書籍
1. ↑  张, 人权. . 北京: 地质出版社. 2011: 27.
2. 1 2  张人权，梁杏，靳孟贵，万力，于青春等, 水文地质学基础. . 北京: 地质出版社. 2018. ISBN 978-7-116-10942-1.